# Japeri (ort)
Japeri är en ort i Brasilien.   Den ligger i kommunen Japeri och delstaten Rio de Janeiro, i den sydöstra delen av landet, 900 km sydost om huvudstaden Brasília. Japeri ligger 32 meter över havet och antalet invånare är 95 101.
Terrängen runt Japeri är kuperad åt nordväst, men åt sydost är den platt. Runt Japeri är det tätbefolkat, med 849 invånare per kvadratkilometer.. Närmaste större samhälle är Queimados, 12,9 km sydost om Japeri.
Omgivningarna runt Japeri är huvudsakligen savann.